# Складув
Складув (пол. Składów) — село в Польщі, у гміні Баранів Пулавського повіту Люблінського воєводства.
Населення — 75 осіб (2011).

## Демографія
Демографічна структура станом на 31 березня 2011 року:
|          | Загалом | Допрацездатний вік | Працездатний вік | Постпрацездатний вік |
| -------- | ------- | ------------------ | ---------------- | -------------------- |
| Чоловіки | 34      | 4                  | 22               | 8                    |
| Жінки    | 41      | 4                  | 22               | 15                   |
| Разом    | 75      | 8                  | 44               | 23                   |